# Коморовская, Майя
Мари́я Яни́на Ма́йя Коморо́вская-Тышке́вич (пол. Maria Janina Maja Komorowska-Tyszkiewicz; род. 23 декабря 1937, Варшава, Польша), известная как Ма́йя Коморо́вская — актриса польского театра и кино. Из рода графов Коморовских герба Корчак.

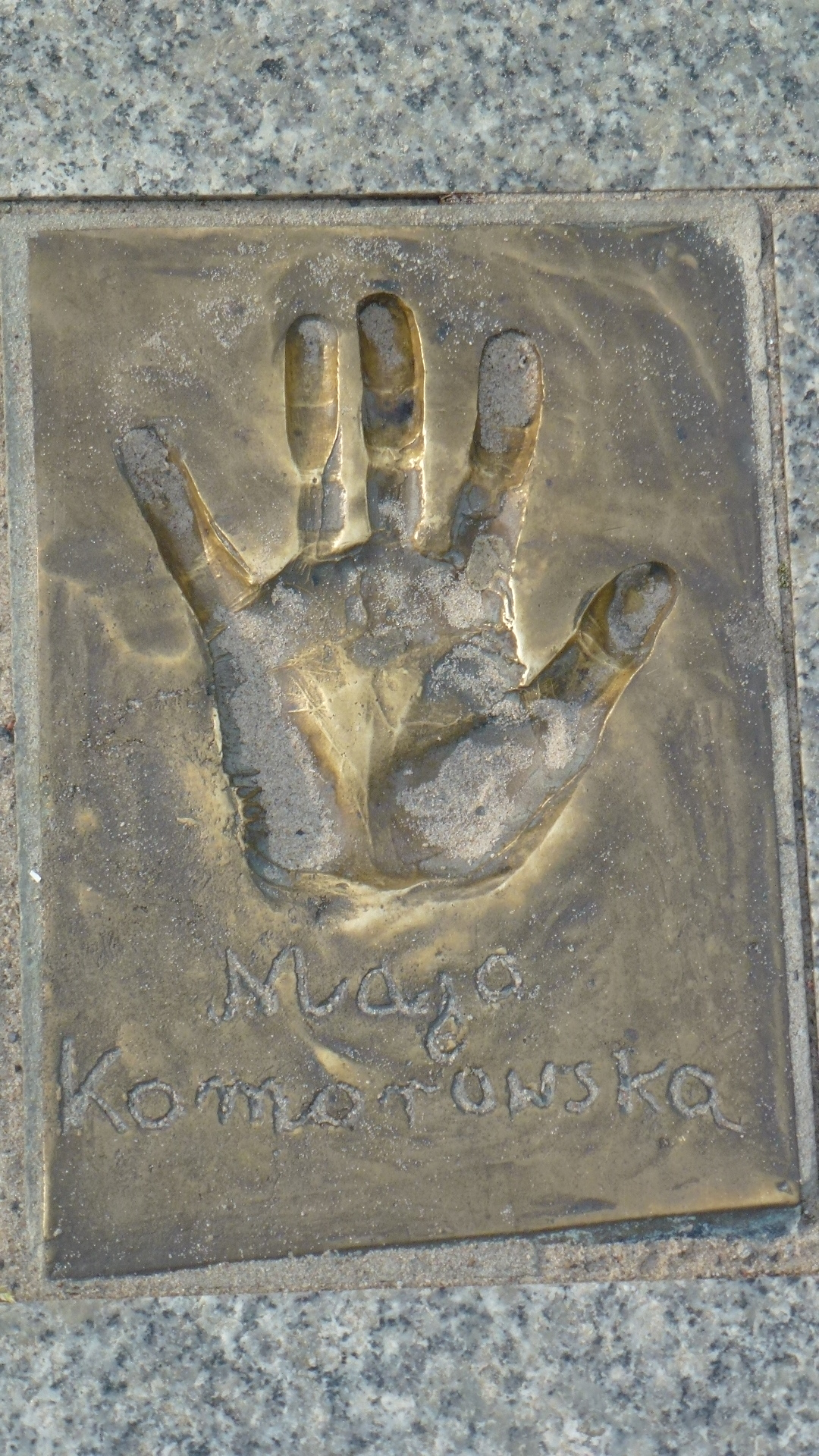
Знак на аллее звёзд в Мендзыздрое

## Биография
Майя Коморовская родилась 23 декабря 1937 года в Варшаве.
В 1960 году окончила Высшее государственное театральное училище в Кракове (факультет кукловодов). Поначалу работала в кукольном театре «Гротеск». В том же году дебютировала в кино (экранизация детской повести Марии Конопницкой «Марыся и гномы»). В 1960-х годах участвовала в труппе Ежи Гротовского («Театр 13 рядов» в г. Ополе и «Театр-лаборатория» во Вроцлаве). Затем играла в других театрах Вроцлава, а с 1972 года играла в Варшаве. В 1982 года начала преподавание в варшавской Академии Театра.

## Карьера в кинематографе
Определяющую роль в кинематографической судьбе Коморовской сыграл Кшиштоф Занусси. В 1971 году он снял её в двух диаметрально противоположных ролях: фривольной красавицы Беллы в «Семейной жизни» и закомплексованного «синего чулка» в короткометражной телевизионной картине «За стеной» (она демонстрировалась по советскому ТВ).
В том же году Коморовская сыграла роль Прасковьи Осиповны в короткометражном телевизионном фильме Станислава Ленартовича по повести Гоголя «Нос».
Через два года Коморовская сыграла одну из лучших своих ролей в экранизации «Свадьбы» Выспяньского, поставленной режиссёром Анджеем Вайдой. Коморовской ещё не раз довелось сниматься в фильмах ведущих мастеров польского кино.

## Избранная фильмография
- 1970 Семейная жизнь (Życie rodzinne, реж. Кшиштоф Занусси)
- 1971 За стеной (Za ścianą, реж. Кшиштоф Занусси)
- 1971 Как далеко отсюда, как близко (Jak daleko stąd, jak blisko, реж. Тадеуш Конвицкий)
- 1972 Свадьба (Wesele, реж. Анджей Вайда)
- 1973 Эликсир дьявола (Elixíry ďábla, реж. Ральф Кирстен)
- 1975 Квартальный отчёт (Bilans kwartalny, реж. Кшиштоф Занусси)
- 1976 Будапештские сказки (Budapesti mesék, реж. Иштван Сабо)
- 1978 Спираль (Spirala, реж. Кшиштоф Занусси)
- 1979 Барышни из Вилько (Panny z Wilka, реж. Анджей Вайда)
- 1980 Контракт (Kontrakt, реж. Кшиштоф Занусси)
- 1984 Год спокойного солнца (Rok spokojnego słońca, реж. Кшиштоф Занусси)
- 1988 Декалог 1 (Dekalog I, реж. Кшиштоф Кесьлёвский)
- 1988 Если ты где-нибудь есть… (Gdzieśkolwiek jest, jeśliś jest…, реж. Кшиштоф Занусси)
- 1989 Лава (Lawa, реж. Тадеуш Конвицкий)
- 1989 Состоятельность (Stan posiadania, реж. Кшиштоф Занусси)
- 1995 Галоп (Cwał, реж. Кшиштоф Занусси)
- 2000 Приговор Франтишеку Клосу (Wyrok na Franciszka Kłosa, реж. Анджей Вайда)
- 2006 Восьмой день недели (A Hét nyolcadik napja, реж. Юдит Элек)
- 2007 Катынь (Katyń, реж. Анджей Вайда)
- 2009 Повторный визит (Revizyta, Кшиштоф Занусси)

## Награды
- 1971 год — Награда за лучшую женскую роль первого плана на МКФ в Сан-Ремо (фильм «За стеной»)
- 1972 год — Награда имени Збигнева Цибульского
- 1974 год — Награда за лучшую женскую роль первого плана на национальном кинофестивале в Гданьске (фильм «Квартальный отчёт»)
- 1996 год — Награда за лучшую женскую роль первого плана на национальном кинофестивале в Гданьске и МКФ в Торонто (фильм «Галоп»)
- 1997 год —  Диплом «За лучшую главную женскую роль» на VI кинофоруме «Золотой Витязь» в Москве (фильм «Галоп»)
- 13 января 2011 года — Большой крест ордена Возрождения Польши[4]